# مشروع مساعدة اللاجئين الدولي
مشروع المساعدة الدولية للاجئين (اختصارًا IRAP) هو مشروع يعمل على تنظيم طلاب القانون والمحامين لتطوير وإنفاذ الحقوق القانونية والإنسانية للاجئين والنازحين كان في الأصل مشروعًا لمركز العدالة الحضرية في مدينة نيويورك، أسسته وأشرفت عليه بيكا هيلر في 23 ديسمبر 2018، أصبح هذا المشروع منظمة 501(c)(3).
لدى هذا المشروع مكاتب في مدينة نيويورك والأردن ولبنان. يعد هذا المشروع المدعي في قضية مشروع مساعدة اللاجئين الدولي ضد ترامب والمستشار المشارك في قضية درويش ضد ترامب.

## روابط خارجية
- الموقع الرسمي